# Bandiera dell'India
La bandiera indiana viene anche detta Tiranga ("tricolore" in sanscrito). Consiste di tre bande orizzontali, di uguali dimensioni: color arancione zafferano quella in alto, bianca quella al centro con nel mezzo la Ashoka Chakra (ruota di Ashoka) blu con 24 raggi, e verde quella in basso.
Il color arancione zafferano simboleggia coraggio e sacrificio, il bianco pace e verità, il verde fede e cavalleria.
In un'altra interpretazione ogni colore rappresenta le tre principali religioni in India, il loro apporto nella liberazione del Paese e il sacrificio nelle battaglie: l'arancione il Sikhismo, il bianco l'Induismo ed il verde l'Islam.
Nel 1921, il Mahatma Gandhi propose al Congresso Nazionale Indiano una bandiera originariamente a due colori: rosso per gli indù e verde per i musulmani. Il design venne modificato per includere una fascia bianca che simboleggia altre comunità religiose, in modo da adottare una bandiera accettabile per tutte le parti e tutte le comunità. 
Originariamente al centro c'era il chakra, la ruota di filatura di Gandhi, che simboleggiava l'autosufficienza. Venne in seguito rimpiazzata dallo Ashoka Chakra, "la ruota della vita buddista" (che si trova negli emblemi del III secolo a.C. dell'imperatore Ashoka), analogo a quello presente nello stemma nazionale indiano. Il chakra è associato alla virtù e ai mutamenti della natura. I 24 raggi della ruota simboleggiano le 24 ore e il progresso costante.
La bandiera venne adottata ufficialmente dall'Assemblea costituente dell'India il 22 luglio 1947. Esiste un elaborato codice di leggi che governano il corretto uso ed esposizione della bandiera.

## Bandiere storiche

Bandiera del Company Raj (1757-1858)
Bandiera civile dell'Impero anglo-indiano (1858-1947)
La bandiera di Gandhi (1921)
La bandiera Swaraj, ufficialmente adottata dal Congresso Nazionale Indiano nel 1921 e dal Governo dell'India Libera